# Верхнебургалтайское сельское поселение
Се́льское поселе́ние «Верхнебургалтайское» (бур. Дээдэ Бургалтайн hомон) — муниципальное образование в Джидинском районе Бурятии Российской Федерации.
Административный центр — улус Верхний Бургалтай.

## История
Статус и границы сельского поселения установлены Законом Республики Бурятия от 31 декабря 2004 года № 985-III «Об установлении границ, образовании и наделении статусом муниципальных образований в Республике Бурятия»

## Население
| 2002 | 2011 | 2012 | 2013 | 2014 | 2015 | 2016 |
| ---- | ---- | ---- | ---- | ---- | ---- | ---- |
| 370  | ↘290 | ↘280 | ↘263 | ↘246 | ↘228 | ↘214 |
| 2017 | 2018 | 2019 | 2020 | 2021 | 2023 | 2024 |
| ↘187 | ↘185 | ↘181 | ↗188 | ↗190 | ↘181 | ↘175 |

## Состав сельского поселения
| № | Населённый пункт  | Тип населённого пункта       | Население |
| - | ----------------- | ---------------------------- | --------- |
| 1 | Верхний Бургалтай | улус, административный центр | ↘175      |